# SDM (photographie)
Pour les articles homonymes, voir SDM.
Les objectifs SDM, produits par la marque Pentax, bénéficient d'une motorisation ultrasonique. Ce sont les équivalents du Canon USM, Nikon AF-S et du Sigma HSM. De l'anglais Super Direct-drive Motor.